# Oumar Touré (Schwimmer)
Oumar Touré (* 24. Januar 1996 in Cannes, Frankreich) ist ein malischer Schwimmer. Er nahm an den Olympischen Spielen 2016 in Rio de Janeiro und bei den Olympischen Jugend-Sommerspielen 2014 in Nanjing teil.

## Sport
Bei den Jugend-Sommerspielen 2014 nahm er an den Wettbewerben über 50 m Schmetterling und 50 m Freistil teil und kam dabei auf die Plätze 30, beziehungsweise 32. Er war auch Fahnenträger bei der Eröffnungszeremonie.
Bei den Olympischen Spielen 2016 trat er im Wettbewerb 100 m Schmetterling an; mit einer Zeit von 57,56 s schwamm er auf Rang 41.
Außerdem war er bei den Kurzbahnweltmeisterschaften 2014 in Doha, den Schwimmweltmeisterschaften 2015 in Kasan, den Afrikaspielen 2015 in Brazzaville und den Schwimmweltmeisterschaften 2017 in Budapest angetreten. Er nahm auch an zahlreichen nationalen Wettbewerben in Frankreich teil.